# Cheng Yanqiu
Dans ce nom, le nom de famille précède le nom personnel.
Cheng Yanqiu (chinois simplifié: 程砚秋; chinois traditionnel: 程硯秋; pinyin: Chéng Yànqiū), né à Pékin le 1er janvier 1904 et mort le 9 mars 1958, est un acteur spécialiste de rôles féminins (dan 旦) du théâtre chanté de Pékin ou Opéra de Pékin (jingju 京剧). On le considéra dès les années 1920 comme un des « quatre grands dan » (si da ming dan 四大名旦) avec les acteurs Mei Lanfang, Shang Xiaoyun 尚小云 (1900-1976) et Xun Huisheng 荀慧生 (1900-1968).

## Biographie
Né à Pékin dans une famille mandchoue pauvre, il entra à l’âge de six ans en apprentissage auprès de l’acteur Rong Diexian 荣蝶仙 (1893- ?), qui lui imposa une discipline impitoyable. Après avoir commencé par apprendre des rôles martiaux masculins, il se spécialisa dans les emplois féminins de dan, et notamment dans le rôle de la qingyi 青衣(littéralement « habit noir », rôle à la tonalité généralement tragique et dominé par les prouesses vocales). Il commença à monter sur les planches à l’âge de onze ans et fut rapidement remarqué du public. Il devint le protégé du poète Luo Yinggong 罗瘿公 (1880-1924), lequel lui permit de reprendre ses études après des difficultés dues à la mue de sa voix. Luo écrivit plusieurs livrets spécialement pour Cheng. Il reçut notamment les leçons des célèbres acteurs Wang Yaoqing 王瑶卿 (1881-1954) et Mei Lanfang, dont il devait devenir le rival en notoriété.
Jusqu’au début des années 1930, il joua toutes sortes de rôles féminins, puis se spécialisa dans les pièces tragiques. Cheng fut un des acteurs les plus politisés de sa génération. Par patriotisme, il refusa de jouer dans la Pékin sous domination japonaise et passa les années d’occupation à se consacrer aux travaux des champs. Intéressé par le cinéma et la chanson modernes (dont son jeu et son chant montraient parfois l’influence), Cheng visita l’Europe en 1932 et aurait un moment envisagé de poursuivre des études de chant occidental en Allemagne. Il s’intéressa également à la pédagogie du théâtre chanté chinois (il laissa plusieurs écrits à ce sujet), et figura dans les années 1930 parmi les fondateurs de Zhonghua xiqu zhiye zhuanke xuexiao 中华戏曲职业专科学校, une des premières écoles modernes d’opéra chinois.
Cheng Yanqiu, assez grand fumeur et buveur, meurt d’un infarctus à l’âge de 54 ans.

## Technique artistique et répertoire
Cheng est resté célèbre pour sa voix syncopée et sensuelle, aux échos plein de gravité, qui fut parfois qualifiée de « spectrale », et aussi pour son impressionnante carrure que son jeu savait faire oublier dès qu’il montait sur scène pour incarner une gracieuse jeune fille. Ses rôles furent volontiers ceux de femmes résolues, résistant vaillamment à l’oppression avant de connaître une fin tragique. Parmi les pièces les plus célèbres de son répertoire, on peut citer Kuangshan lei 荒山淚(« Les larmes de la montagne désolée ») qui fut adaptée au cinéma en 1956, deux ans avant sa mort, Chungui meng 春闺梦(« le rêve du gynécée printanier »), Suolin nang 锁麟囊(« La sacoche brodée à la licorne »), ou encore une adaptation de la pièce ancienne Dou E yuan (« L’injustice faite à Dou E »). 